# Mirror, Mirror (Star Trek)
Mirror, Mirror is een aflevering van de De oorspronkelijke serie van Star Trek. Deze aflevering werd voor het eerst uitgezonden op 6 oktober 1967 op de Amerikaanse televisiezender NBC. In 1968 werd deze genomineerd voor een Hugo Award.

## Synopsis
Kirk, McCoy, Scotty en Uhura zijn in onderhandeling met een volk genaamd de Halkans. Zij beschikken over grote hoeveelheden van het schaarse en waardevolle Dilithium. De Halkans willen de Federatie echter geen toestemming geven om de Dilithium te winnen.
Als de groep terug aan boord van de USS Enterprise geteleporteert wordt, zorgt een ionenstorm voor storingen in de transporter en komt de groep in een spiegeluniversum (parallel universum) terecht. Hier aan boord van de Enterprise blijkt veel hetzelfde te zijn maar ook met grote verschillen. De Federatie is een dictatuur en de bemanningsleden maken carrière door hun meerderen te doden.
De evil twins van de groep waren ook in onderhandeling over het Dilithium maar zijn tijdens het teleporteren in het goede universum terechtgekomen. De goede Spock heeft direct in de gaten dat er iets mis is met de groep sluit ze op totdat ze zich weer normaal gedragen. In het slechte universum wordt Spock onder druk gezet om de Halkans te vernietigen maar hij weet tijd te rekken. Ook ontdekt hij dat de slechte Kirk getrouwd is en hogerop komt doordat hij een apparaat van een andere beschaving heeft weten te bemachtigen waarmee hij zijn tegenstanders kan laten verdwijnen.
De groep maakt plannen om zich bij de volgende ionstorm weer terug te teleporteren. Spock ontdekt dat de groep met iets verdachts bezig is en dwingt Dr. McCoy tot een mind-meld. Hierna beseft hij dat hij de groep moet helpen om zo de slechte Kirk, McCoy, Scotty en Uhura terug te krijgen. Ze moeten snel zijn, want de volgende kans zal zich pas honderden jaren later voordoen. Net voor het teleporteren weet Kirk Spock ervan te overtuigen dat dictatuur en terreur onlogisch zijn, omdat het uiteindelijk tot de val van het imperium zal leiden. Spock zegt te zullen overwegen om het imperium te hervormen. Kirk vertelt Spock over het apparaat waarmee hij de macht naar zich toe kan trekken wetend dat Spock dit waarschijnlijk zal moeten gebruiken om de slechte Kirk te laten verdwijnen.

## Trivia
- In deze aflevering heeft Spock een Van Dyke-baard (ringbaard). In de South Park-aflevering Spookyfish wordt de draak gestoken met het idee dat iemands slechte evenbeeld herkenbaar is aan een baardje.
- Deze aflevering is door James Blish tot een kort verhaal bewerkt, dat ook in het Nederlands is vertaald onder de titel Spiegelgevecht en is opgenomen in de bundel Star Trek 3 uit 1969.